# Notoxus falli
Notoxus falli är en skalbaggsart som beskrevs av Chandler 1982. Notoxus falli ingår i släktet Notoxus och familjen kvickbaggar. Inga underarter finns listade i Catalogue of Life.